# Угуро, Джимми
Джимми Угуро (англ. Jimmy Uguro, ум. 6 февраля 2024, Вевак) — политик Папуа — Новой Гвинеи. Джимми занимал пост министра образования с 2020 года до своей смерти в 2024 году.

## Биография

### Политическая карьера
В 1995 году Угуро получил диплом преподавателя начальной школы после обучения в педагогическом колледже Маданг. В 2001 году он получил степень преподавателя в Университете Гороки, а затем степень магистра в этой области в Университете Божественного Слова в Маданге в 2005 году. Прежде чем заняться политикой, он работал в государственной администрации провинции Маданг. 
Угуро стал депутатом национального парламента от округа Усино-Бунди на выборах 2017 года как член Партии Национального Альянса. С июня 2019 года по декабрь 2020 года он занимал должность заместителя министра горнодобывающей промышленности, после чего стал членом партии Пангу. В декабре 2020 года его повысили до министра образования. Он был повторно назначен на эту должность после выборов 2022 года.

### Смерть
Угуро умер в Веваке 6 февраля 2024 года.